# Statuia Kailashnath Mahadev
Statuia Kailashnath Mahadev este cel mai înalt templu Shiva din lume. Este a doua cea mai înaltă statuie a zeității hinduse după statuia Garuda Wisnu Kencana din Bali, Indonezia. Este situată în Sanga, la granița districtelor Bhaktapur și Kavrepalanchwok din Nepal, la aproximativ 20 km de Kathmandu.
Statuia are 43,5m înălțime și a fost realizată din cupru, zinc, beton și oțel.

## Proiectare și construcție
Proiectată pentru a semăna cu imagini ale zeului hindus, Shiva, și văzută ca o minunăție a ingineriei nepaleze, construcția statuii a început în 2003 și a fost finalizată în 2010. A fost construită în principal de Kamal Jain and „Hilltake”, o companie Jain înființată în Nepal în 1992, care se ocupă cu produse precum rezervoarele de apă. Inginerii nepalezi au fost implicați în construcție, împreună cu un experimentat inginer indian, specializat în proiectarea și construcția de structuri mari.
Fundația statuii are aproximativ 100 de metri adâncime, adâncime necesară pentru a ancora structura în deal. Din cauza amenințării unor alunecări de teren potențiale, s-au construit și structuri pentru stabilizarea solului.

## Turism
Aproximativ 5.000 de vizitatori vin la statuie în zilele săptămânânii, iar un număr semnificativ mai mare vizitează statuia la sfârșit de săptămână, sărbători naționale și festivaluri hinduse.
Datorită numărului de vizitatori, statuia a contribuit la turismul religios din Nepal, atât la nivel local cât și internațional, a ridicat activitatea economică a comunității locale și a avut un impact asupra dezvoltării satelor din apropiere.